# Bàdminton als Jocs Olímpics d'estiu de 2004
Als Jocs Olímpics d'Estiu de 2004 celebrats a la ciutat d'Atenes (Grècia) es disputaren 5 proves de bàdminton, dues en categoria masculina i dues en categoria femenina, tant en individual com en dobles, així com una de parelles mixta.
Les proves es disputaren entre el 14 i el 21 d'agost de 2004 al Complex Olímpic de Gudí. Hi participaren un total de 172 jugadors, entre ells 89 homes i 83 dones, de 32 comitès nacionals diferents.

## Resum de medalles

### Categoria masculina
| Prova              | Or                                       | Argent                                    | Bronze                             |
| Individual Detalls | Taufik Hidayat                           | Shon Seung-mo                             | Sony Dwi Kuncoro                   |
| Dobles Detalls     | Corea del SudKim Dong-moon · Ha Tae-kwon | Corea del SudLee Dong-soo · Yoo Yong-sung | IndonèsiaEng Hian · Flandy Limpele |

### Categoria femenina
| Prova              | Or                                     | Argent                              | Bronze                                    |
| Individual Detalls | Zhang Ning                             | Mia Audina                          | Zhou Mi                                   |
| Dobles Detalls     | R.P. de la XinaZhang Jiewen · Yang Wei | R.P. de la XinaHuang Sui · Gao Ling | Corea del SudRa Kyung-min · Lee Kyung-won |

### Categoria mixta
| Prova          | Or                                  | Argent                                 | Bronze                                    |
| Dobles Detalls | R.P. de la XinaZhang Jun · Gao Ling | Regne UnitNathan Robertson · Gail Emms | DinamarcaJens Eriksen · Mette Schjoldager |

## Medaller
| Posició | País            | Or | Argent | Bronze | Total |
| 1       | R.P. de la Xina | 3  | 1      | 1      | 5     |
| 2       | Corea del Sud   | 1  | 2      | 1      | 4     |
| 3       | Indonèsia       | 1  | 0      | 2      | 3     |
| 4       | Països Baixos   | 0  | 1      | 0      | 1     |
| 4       | Regne Unit      | 0  | 1      | 0      | 1     |
| 6       | Dinamarca       | 0  | 0      | 1      | 1     |